# 喬若熙
喬若熙（1989年11月9日—），2009年，出演電視劇《又見阿郎》，飾演楊春花。2010年，參演《潛龍特工》。同年，主演電影《錯門記》。2013年，出演電影《止殺令》，2015年，在《名偵探狄仁傑》中飾演武則天。

## 網路劇
- 2014年：《報告老闆第二季》 飾 黑寡婦
- 2015年：《名偵探狄仁傑》 飾 武則天

## 電視劇
- 2009年：《又見阿郎》 飾 楊春花
- 2010年：《潛龍特工》 飾 琪琪
- 2012年：《江南傳奇之十五貫》 飾 虞雙雙[2]

## 電影
| 首映年度 | 片名               | 角色     | 備註  |
| 2010     | 錯嫁               | 韓笑笑   |       |
| 2010     | 穿越時空之大清宮祠 | 如蔓     |       |
| 2010     | 胭脂劫             | 周楚楚   |       |
| 2010     | 錯門記             | 齊珊     |       |
| 2010     | 亡命琴師           | 吳珂     | [ 3 ] |
| 2011     | 你的我的初戀       | 高智     |       |
| 2013     | 止殺令             | 忽蘭侍女 |       |
| 2016     | 直男正傳           | Cindy    | [ 4 ] |
| 待播     | 詭井               |          | [ 5 ] |